# Липатова, Любовь Андреевна
Любовь Андреевна Липатова (1929 год, с. Алексеевка, Глушковский район, Центрально-Черноземная область, РСФСР, СССР — 2003 год, Самарская область) — участковый агроном совхоза имени Вильямса Есильского района Акмолинской области, Казахская ССР. Герой Социалистического Труда (1960). Член КПСС с 1958 года.

## Биография
Родилась в 1929 году в крестьянской семье в селе Алексеевка (ныне — Глушковский район Курской области).
По комсомольской путёвке отправилась на освоение целины в Казахстан, где трудилась участковым агрономом в совхозе «Мирный» Есильского района Акмолинской области.
Указом Президиума Верховного Совета СССР от 7 марта 1960 года в ознаменование 50-летия Международного женского дня, за выдающиеся достижения в труде и особо плодотворную общественную деятельность удостоена звания Героя Социалистического Труда с вручением ордена Ленина и золотой медали «Серп и Молот».
С 1966 года — агроном-семеновод Целиноградской областной опытной сельскохозяйственной станции.
Проживала в Самарской области.
Скончалась в 2003 году.

## Награды
- Герой Социалистического Труда — указом Президиума Верховного Совета СССР от 7 марта 1960 года
- Орден Ленина
- Орден «Знак Почёта» (1956)
- Медаль «За освоение целинных земель» (1956)